# Tamara Taylor
Tamara Taylor (Toronto, 27 september 1970) is een Canadese televisieactrice.

## Biografie
Haar vader is een zwarte Canadees en haar moeder is van Schotse afkomst. Ze kreeg in 2006 een vaste rol als Camille Saroyan, hoofd van de Forensische Afdeling van het Jeffersonian Institute, in de FOX-serie Bones. Tevens heeft ze opgetreden in de medische dramaserie van CBS 3 lbs. als Della, en in UPN-serie Sex, Love & Secrets als Nina.
Taylor heeft gastoptredens gehad in series als NCIS, Numb3rs, Lost, CSI: Miami, Without a Trace, Party of Five, Dawson's Creek en Agents of S.H.I.E.L.D.. Ook heeft ze een kleine rol gehad in de film Serenity.
Taylor trouwde op 10 juni 2007 met Miles Cooley.